# بوب أندروز (منتج أسطوانات)
بوب أندروز (بالإنجليزية: Bob Andrews) هو منتج أسطوانات وملحن بريطاني، ولد في 20 يونيو 1949 في ليدز في المملكة المتحدة.

## وصلات خارجية
- بوب أندروز على موقع ميوزك برينز (الإنجليزية)
- بوب أندروز على موقع ديسكوغز (الإنجليزية)